# Volvo 960
Volvo 960 —  легковой автомобиль бизнес-класса производства шведской компании Volvo, являющийся премиальным направлением модели Volvo 940. Относится к европейскому сегменту Е. Выпускался в кузовах седан и универсал. Кузовные ателье выпускали так же лимузины и шестидверные седаны. Дальнейшим развитием модели стала версия S90.

## История
Volvo 960, выпускался с осени 1990 года, сменив на конвейере предыдущую флагманскую модель 760 марки Volvo. С июня 1994 года перенес первый рестайлинг, который коснулся внешнего вида автомобиля, в частности появились новые фары с бесцветными рассеивателями указателей поворота, по моде тех лет, изменились задние фонари, появились хромированные окантовки окон и дверей. Производство модели продолжалось до конца 1997 года, когда после второго рестайлинга автомобиль стал называться Volvo S90, в связи новой системой обозначений моделей автомобилей Volvo, где литера обозначает типа кузова, а цифра модель. Всего с осени 1990 по декабрь 1997 года было выпущено 112,710 седанов и 41,619 универсалов.
В топовой комплектации "Royal" существовала возможность заказать два отдельных кресла с подогревом вместо заднего дивана. Кроме того различные кузовные ателье создали целый ряд лимузинов и шестидверных седанов премиум-класса. 